# Impossible (Pete Jolly)
| Recensione | Giudizio |
| ---------- | -------- |
| AllMusic   |          |

Impossible è un album a nome Pete Jolly Piano/Ralph Peña Bass, pubblicato dall'etichetta discografica MetroJazz Records nel marzo del 1960.

## Tracce

### LP
Lato A
1. Dearly Beloved – 2:47 (testo: Johnny Mercer – musica: Jerome Kern)
2. My Star – 3:15 (testo: Peggy Lee – musica: Ralph Peña)
3. Easy to Love – 3:23 (Cole Porter)
4. If I'm Lucky – 3:37 (testo: Eddie DeLange – musica: Joe Myrow)
5. Love Letters – 3:43 (testo: Edward Heyman – musica: Victor Young)
6. Impossible – 2:32 (Steve Allen)

Lato B
1. On Green Dolphin Street – 4:21 (testo: Ned Washington – musica: Bronislau Kaper)
2. But Beautiful – 2:05 (testo: Johnny Burke – musica: Jimmy Van Heusen)
3. Blue Gil – 3:24 (musica: Pete Jolly)
4. I Should Care – 4:02 (testo: Sammy Cahn – musica: Axel Stordahl, Paul Weston)
5. Russian Lullaby – 2:22 (Irving Berlin)

- Durata brani ricavati dal CD del 2011 "Impossible/5 O'Clock Shadows", pubblicato dalla Fresh Sound Records (FSR-CD 681)

## Formazione
- Pete Jolly – pianoforte
- Ralph Peña – contrabbasso

Note aggiuntive
- Jesse Kaye – produttore
- Registrazioni effettuate il 4 e 15 dicembre 1959 al "Radio Recorders" di Hollywood, California
- Dayton "Bones" Howe – ingegnere delle registrazioni
- "Gale" (Russ Gale) – artwork copertina album originale[3]